# (500320) 2012 RQ34
(500320) 2012 RQ34 es un asteroide perteneciente al cinturón de asteroides, descubierto el 15 de septiembre de 2012 por el equipo del Spacewatch desde el Observatorio Nacional de Kitt Peak, Arizona, Estados Unidos.

## Designación y nombre
Designado provisionalmente como 2012 RQ34.

## Características orbitales
2012 RQ34 está situado a una distancia media del Sol de 3,187 ua, pudiendo alejarse hasta 3,459 ua y acercarse hasta 2,915 ua. Su excentricidad es 0,085 y la inclinación orbital 8,621 grados. Emplea 2078,61 días en completar una órbita alrededor del Sol.

## Características físicas
La magnitud absoluta de 2012 RQ34 es 16,4.